# Fuchsbriefe
Fuchsbriefe, Dr. Hans Fuchs GmbH ist ein Verlag für Unternehmer und vermögende Kapitalanleger mit Sitz in Berlin.

## Geschichte
Fuchsbriefe wurde 1949 als Ein-Produkt-Verlag vom Namensgeber Hans Fuchs gegründet. Der in Berlin geborene Journalist gab erstmals am 23. September 1949 einen Informationsdienst für Unternehmer, die Bonner Privatinformationen, heraus. Bereits zuvor hatte er einen Unternehmerbrief aus Bielefeld geschrieben und – den Umständen der unmittelbaren Nachkriegszeit geschuldet – selbst vertrieben. Kennzeichen war ein persönlich gehaltener knapper Informationsstil und der Anspruch, Informationen weiter zu denken, stets der Diskussion in anderen Medien „einen Schritt voraus“ zu sein.
In der Zeit des Wirtschaftswunders nahm die Auflage der Bonner Privatinformationen sprunghaft zu. In Unternehmerkreisen hießen sie bald die „Fuchsbriefe“. Seit den 1960er Jahren ist dies sowohl Verlagsname als auch Name des nach wie vor wichtigsten Briefes im Verlagsprogramm. Hans Fuchs stellte sich in dieser Zeit ein Redaktionsteam zusammen, darunter den späteren Präsidenten der Deutschen Bundesbank, Karl-Otto Pöhl. Der Volkswirt kam damals vom ifo-Institut in München zu Fuchsbriefe. Chefredakteur wurde Hans Kohlmey († 1978). Ihm folgte zunächst der Agenturjournalist Friedrich Hommers, 1995 der Zeitungsjournalist Ralf Vielhaber (jetzt Herausgeber und Geschäftsführer) und seit 2007 der Fachjournalist Sigurd Fleischer († 2010). Eine weitere prägende Persönlichkeit als langjähriger Mitarbeiter war der Finanzjournalist und Begründer des Börsenteils in der Frankfurter Allgemeinen Zeitung, Heinz Brestel († 2009).
Fuchs verkaufte den Verlag 1980 an den Medienkonzern Bertelsmann. Dort gehörte er zu den Bertelsmann Fachverlagen. 1980 erschienen erstmals Fuchs-Devisen, 1985 kamen Fuchs-Kapitalanlagen hinzu. Seit 1992 erscheinen im Verlag Schwerpunktpublikationen unter der Bezeichnung Fuchs-Reporte. 1995 initiierte der Verlag erstmals eigene Seminare. Seit 2002 erscheint der Fuchsbriefe-Test „Tops“, eine unabhängige Untersuchung der Beratungsqualität von Privatbanken und unabhängigen Vermögensmanagern. 2003 erweiterte der Verlag das klassische Abogeschäft mit dem Online-Verkauf von Einzelausgaben. Seit 2012 zählt FUCHS-Nonprofit im Plus zum Repertoire.
Zum Jahreswechsel 1999/2000 zog der Verlag von Bonn nach Berlin.
2003 wurde die Dr. Hans Fuchs GmbH als Teil der BertelsmannSpringer Fachverlage an die Finanzinvestoren Cinven und Candover verkauft. Diese formten die Fachverlagsgruppe Springer Science + Business Media.

## Verlagsprogramm
Zu den Verlagsprodukten gehören heute neben den zweimal wöchentlich erscheinenden Fuchsbriefen:
- Fuchs-Devisen, ein Spezialinformationsbrief für Unternehmer und Geldanleger an den Zins- und Devisenmärkten
- Fuchs Kapitalanlagen mit Anlageempfehlungen für vermögende Privatinvestoren
- Der BeraterFuchs, ein online-Informationsbrief für Berater im Private Wealth Management mit Schwerpunkt steuerliche Gestaltungen und Haftungsrisiken
- Anlagechancen, ein im Oktober erscheinendes Buch, das sich als Orientierungshilfe für vermögende Privatanleger versteht
- Fuchs-Reporte zu verschiedenen Schwerpunktthemen für Unternehmer und vermögende Anleger
- Fuchs-Seminare
- Fuchs-Dienstleistungen wie unabhängige Kundenumfragen für Banken und Vermögensverwalter oder Mystery Shoppings
- Jährlich erscheinende Buch Fuchs Geldanlagebuch (Umfang ca. 350 Seiten; 2020 ISBN 978-3-948349-02-8).

## Geschäftsleitung und verantwortliche Redakteure
Verlagsgeschäftsführer der Fuchsbriefe, Dr. Hans Fuchs GmbH, ist Ralf Vielhaber.
Er ist gleichzeitig Herausgeber und Chefredakteur der Fuchsbriefe sowie Chefredakteur der übrigen Publikationen im Verlagsprogramm.
Stellvertretender Chefredakteur im Verlag Fuchsbriefe ist Stefan Ziermann, der auch Chefredakteur der FUCHS-Kapitalanlagen und Herausgeber der jährlichen Buch-Publikation "Anlagenchancen" ist.